# 4403 Kuniharu
4403 Kuniharu è un asteroide della fascia principale. Scoperto nel 1987, presenta un'orbita caratterizzata da un semiasse maggiore pari a 2,2430138 UA e da un'eccentricità di 0,0938389, inclinata di 3,08975° rispetto all'eclittica.